# Dværgspækhugger
Dværgspækhugger (Feresa attenuata), også kaldet almindelig dværgspækhugger, er en lille, sky hval i delfinfamilien, der forekommer i dybe tropiske og subtropiske havområder. Den menes at være vidt udbredt uden dog at være almindelig. Det er den eneste art i slægten Feresa.
I fangenskab har dværgspækhuggeren vist sig at være aggressiv overfor delfiner og er måske i højere grad en "spækhugger" end sine større slægtninge, spækhugger og halvspækhugger.

## Udseende
Dværgspækhuggeren er omkring 240 centimeter lang og vejer 110 til 170 kg. Den har mørk rygkappe og rundt hoved. Siderne er lysere end ryggen, og på bugen findes et stort hvidt felt. Nogle individer har hvid hage. Den ligner mangetandet dværgspækhugger, der dog har et mere tilspidset hoved og spidse luffer.